# Partizanskaja
Partizanskaja (Russisch: Партизанская) is een station aan de Arbatsko-Pokrovskaja-lijn van de Moskouse metro.  Het station is onderdeel van de metro verlengingen die tijdens de Tweede Wereldoorlog zijn gebouwd. Het was bij de opening het oostelijke eindpunt van lijn 3 en het depot van de lijn bevindt zich iets ten oosten van het station op maaiveld niveau. Het station werd, net als het naastgelegen park, destijds genoemd naar het nabijgelegen fort Ismajlovo. Omdat de ingang van het park naast dit station ligt werd op 20 augustus 1963 de naam gewisseld met Ismajlovski Park. Op 3 mei 2005 kreeg het station de huidige naam. Het sporenplan van het station kent als bijzonderheid een middenspoor tussen de twee perrons. Deze ruime opzet is te danken aan het plan om hier het centrale stadion, dat in 1955 bij Sportivnaja is gerealiseerd, te bouwen en het station geschikt moest zijn om grote aantallen toeschouwers te verwerken. Voor de verlenging werd het middenspoor gebruikt om treinen die niet naar het depot doorreden te kunnen laten keren, de buitenste sporen eindigden/begonnen in het depot. Voor treinen die hier kopmaken wordt deze procedure nog steeds gebruikt, waarbij de reizigers aan de ene kant van de trein uitstappen en van de andere kant instappen. Naast het station is ten behoeve van bezoekers aan de Olympische Zomerspelen 1980 een groot hotel gebouwd. Iets verder naar het noorden werd in het Sportpaleis van Izmajlovo het gewichtheffen afgewerkt en konden de voetballers hun trainingen houden.

## Galerij

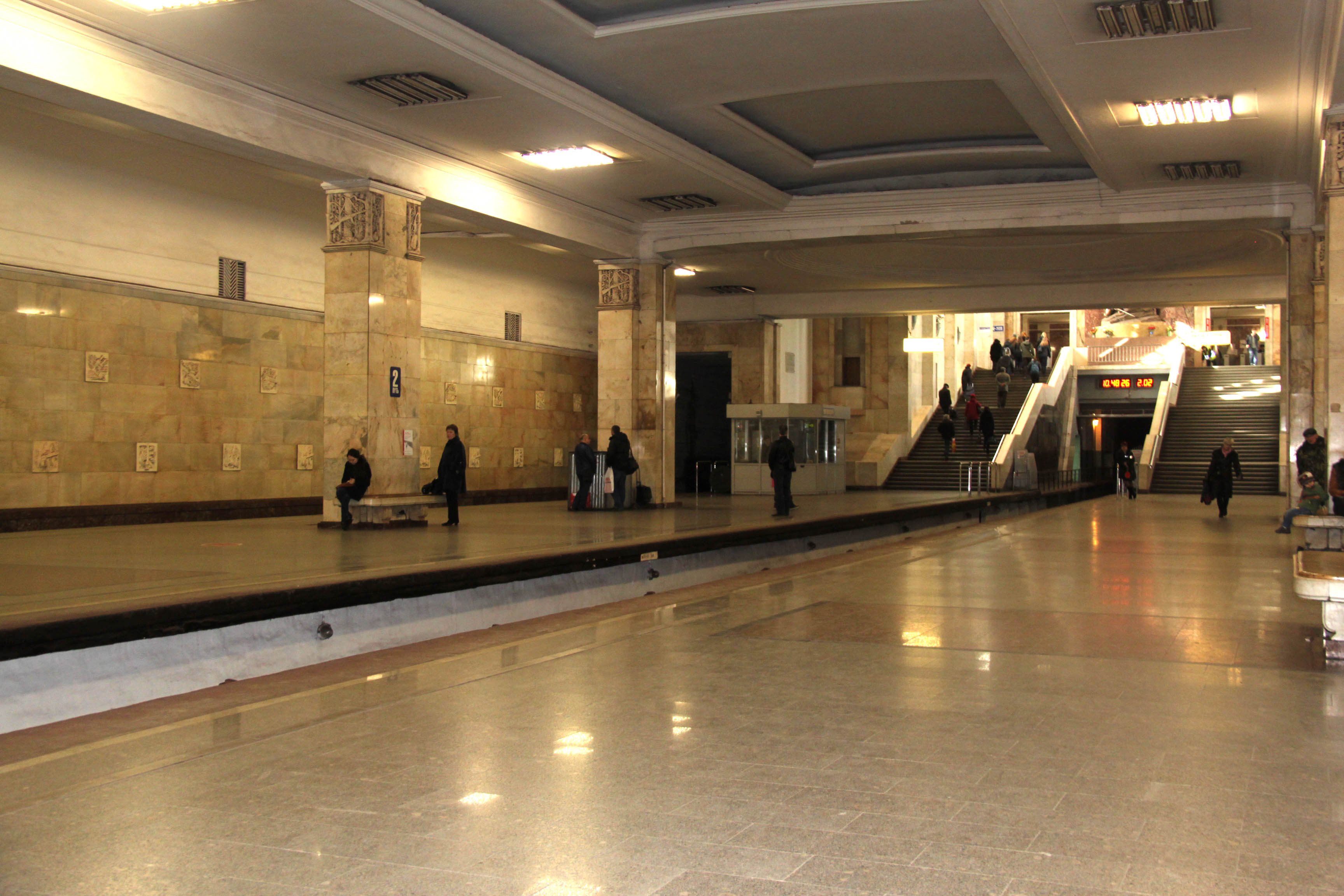
De perronhal
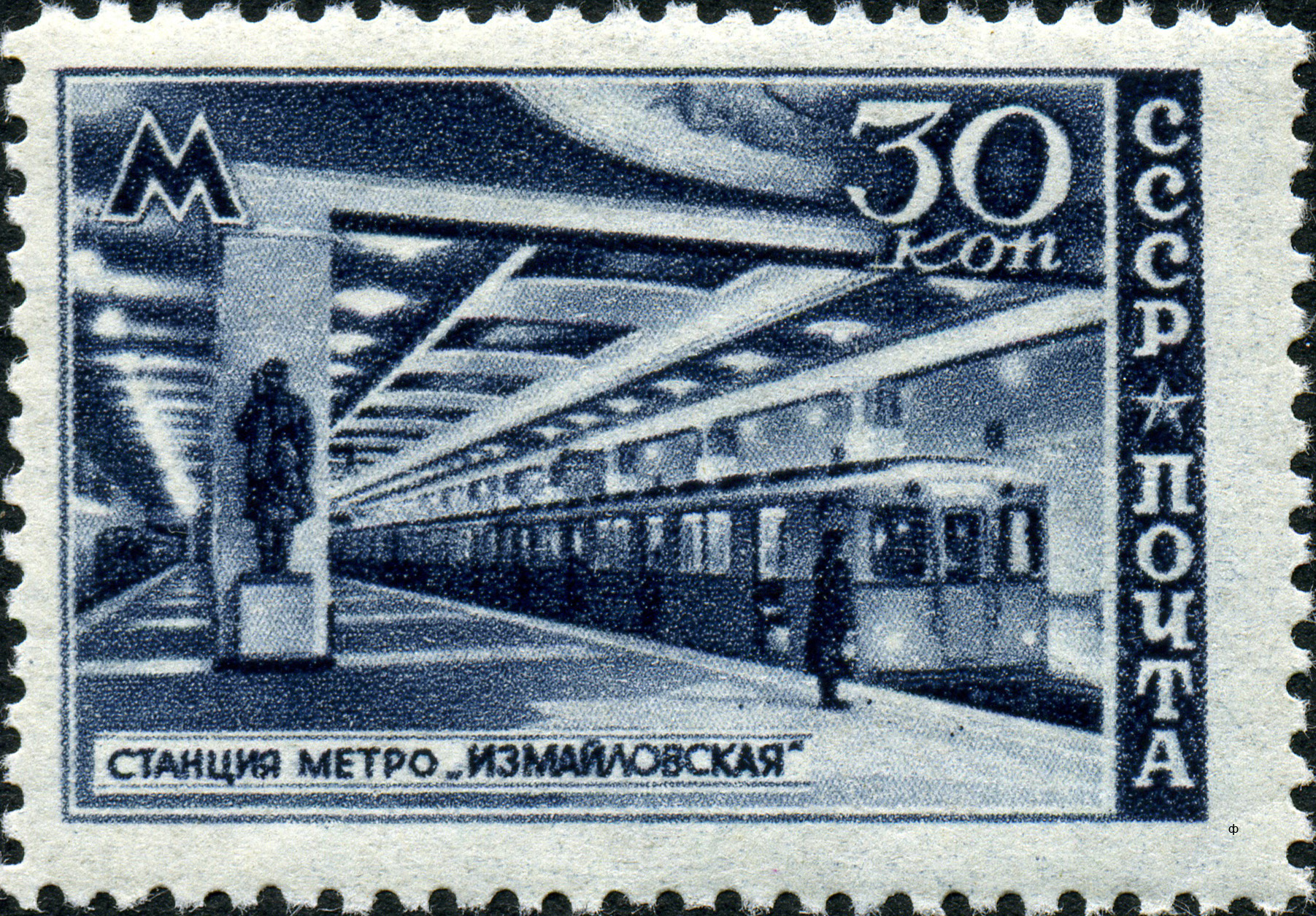
Op de postzegel uit 1947 heet het station nog Izmajlovskaja